# Kadeena Cox
Kadeena Cox (Leeds, 10 maart 1991) is een wielrenner uit het Verenigd Koninkrijk.
Oorspronkelijk was Cox een regulier atleet, maar in 2014 kreeg ze een beroerte, en kreeg ze de diagnose multiple sclerose.
Op de Paralympics van Rio de Janeiro in 2016 werd Cox paralympisch kampioene op de 400 meter in de klasse T38, in een nieuw wereldrecord.
Op de wereldkampioenschappen para-baanwielrennen in 2019 werd Cox wereldkampioene 500 meter sprint. Het jaar daarop, op de WK para-baanwielrennen in 2020 werd ze tweede achter Kate O'Brien.